# TeleCuraçao
TeleCuraçao (también conocido como Antilliaanse Televisie Maatschappij) es un canal de televisión público-comercial de Curazao. Es la única estación de televisión estatal en la isla, cuya programación y recursos está auto-financiada por el sector privado. Actualmente es miembro afiliado a la Nederlandse Publieke Omroep. Es miembro asociado de la Unión Europea de Radiodifusión y de la Alianza Informativa Latinoamericana.

## Historia
Fue lanzado como el primer canal de televisión el 31 de julio de 1960 por el empresario neerlandés-estadounidense Gerald Bartell, con el apoyo del gobierno isleño y de la Nederlandse Publieke Omroep. En un momento dado, la estación se había expandido a través de las islas ABC restantes con repetidores (como en Aruba) este último fue lanzado su propio canal en 1963. En sus inicios, la mayoría de la programación consistía en series procedentes de los Países Bajos, series extranjeras, servicios informativos y publicidades locales. Con el paso de los años aumentarían los programas producidos en Curazao. 
En 2008, falleció Gerald Bartell y con la creación de la autonomía de Curazao en 2010, el gobierno autónomo tomó el control del canal y pasó ser propiedad pública-comercial, a incorporarse el sistema de Canon televisivo. Se retransmiten el Festival de la Canción de Eurovisión con los comentarios de la NPO y eventos especiales de la isla.
Como parte de la transición de la Televisión digital terrestre de Curazao en 2013, TeleCuraçao añadió un simulcast digital en UHF 26 en DVB-T, con dos subcanales adicionales. [cita requerida]  También tienen una radioemisora llamada Radio Curaçao a través del dial 93.3 F.M.

## Programas

### Programas actuales
- TeleNotisia (TeleNoticia)